# Tim Boss
Tim Boss (* 28. Juni 1993 in Köln) ist ein deutscher Fußballtorhüter, der bei der SV Elversberg unter Vertrag steht.

## Karriere
In der Jugend spielte Tim Boss für die Vereine SV Auweiler-Esch, Bayer Leverkusen und den Wuppertaler SV. Zur Spielzeit 2012/13 wechselte er zu Fortuna Düsseldorf, für die er zwischen 2012 und 2014 für die zweite Mannschaft in der Regionalliga West zum Einsatz kam. Im Sommer 2014 wechselte er zum Ligakonkurrenten nach Wattenscheid. Er absolvierte alle 34 Saisonspiele der Spielzeit 2014/15 für die SG Wattenscheid 09.
Nach nur einer Saison wechselte er im Juli 2015 in die 3. Liga zu Fortuna Köln. Dort feierte er sein Debüt am 6. Spieltag beim 2:1-Heimsieg gegen den 1. FC Magdeburg, als er am 28. August 2015 in der 83. Spielminute für André Poggenborg ins Spiel kam.
Im Sommer 2018 wechselte Boss zum Zweitligisten Dynamo Dresden, wo er einen Zweijahresvertrag erhielt und als Ersatztorhüter für Markus Schubert und Patrick Wiegers fungierte. Boss’ einziger Pflichtspieleinsatz bei Dynamo Dresden war am 34. Spieltag der Saison 2020/21, seinem Geburtstag, gegen den VfL Osnabrück, bei dem Dynamos Abstieg bereits besiegelt war. 2020 folgte ein Wechsel zum Drittligisten SV Wehen Wiesbaden, wo er einen Vertrag bis 30. Juni 2022 unterzeichnete. In seiner ersten Saison war er Stammtorwart beim SVWW, wurde aber vor Beginn der Saison 2021/22 von Florian Stritzel verdrängt und kam nur noch zu einem weiteren Einsatz. Im Juni 2022 wechselte er zum Zweitligisten 1. FC Magdeburg. Nach einem Jahr wurde sein Vertrag in Magdeburg aufgelöst, und er wechselte zum Zweitliga-Aufsteiger SV Elversberg.

## Erfolge
- Hessenpokal-Sieger: 2021